# Вакханалія

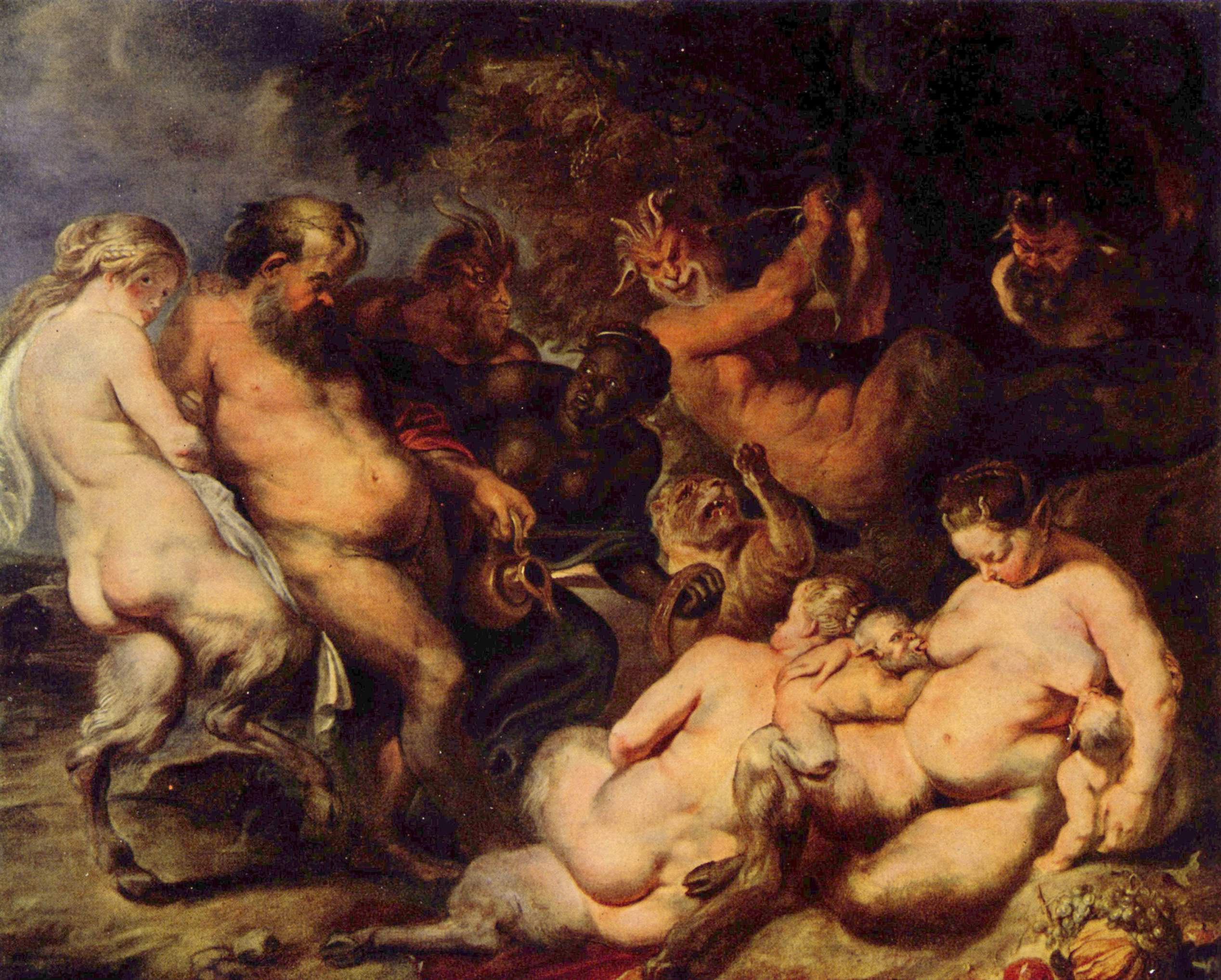
Пітер Пауль Рубенс, Вакханалія. 1 пол. 17 століття

Вакхана́лія або Вакхана́лії (лат. Bacchanalia) — античні містичні свята оргіастичного типу на честь бога Вакха (Бахуса, Діоніса), які походять зі Сходу (Фракії), відбувалися в нічний час; спершу поширилися в Південній Італії й Етрурії, а у 2 ст. до н. е. — по всій Італії. Увібрали в себе елементи деяких східних релігій. 
Разом з сатурналіями та луперкаліями, відносяться до трьох найбільших і найвідоміших оргіастичних святкувань античної доби. 

## Значення

### Метафоричне
Переносно вакханалії — розгульне бенкетування, безтямне пияцтво, нестримний вияв розпусти, оргія.

### В музичному мистецтві
В опері та балеті — хореографічна сцена, танець або епізод, що змальовує картину загальних гучних веселощів сп’янілих людей. Характер її пристрасний; музичний розмір та форма довільні. Виникла наприкінці 18 сторіччя, коли «12 вакханалій» Д. Штейбельта для фортепіано в супроводі тамбурина стали популярними в салонах Парижу як танцювальні імпровізації. До найвідоміших зразків належать «Вальпургієва ніч» з опери Ш. Гуно «Фауст», «Грот Венери» з опери Р. Вагнера «Тангейзер» тощо.

## Історія
Спочатку вакханалії проводилися раз на рік, таємно, в них брали участь винятково жінки (вакханки), які доводили себе до релігійного екстазу та колективного катарсису. Потім свята почали влаштовувати декілька разів на місяць, на них допускали й чоловіків (вакхантів). Вони були відкриті для всіх соціальних груп, навіть рабів. Включали надмірне споживання вина, збуджувальні танці й особливі релігійні гімни, оглушливу й ритмічну музику, гучні й веселі процесії зі смолоскипами, нерідко жертвопринесення тварин. Вважалося, що в «культовій ході бере участь і сам Вакх (Діоніс), а стан екстазу, релігійної несамовитості втілює містичне єднання з божеством».
Згодом важливою частиною святкувань стали інтенсивні й безладні статеві акти, різноманітні й необмежені мораллю чи правом сексуальні практики. З часом вакханалії перетворилися на розпусні оргії, нерідко тягли за собою злочини, ґвалтування, вбивства, суїциди.
186 р. до н. е. сенат ужив проти вакханалій заходів, видавши декрет (лат. Senatus consultum de Bacchanalibus), який загрожував смертною карою за участь в оргіастичних культах та встановив систему покарань для їх учасників аж до смертних вироків. Консули розслідували злочини, скоєні під час святкувань, наслідком чого було багато смертних вироків, заслань, арештів. Проте викоренити містерії не вдалося; за часів імперії вони влаштовувались таємно. Культ Вакха відродився у сполученні з іншими східними культами — Ісіди, Мітри, Кібели-Великої матері та ін.
Вакханалії, описані вже у V сторіччі до н.е. Еврипідом в трагедії «Вакханки» (перша вистава 406 р. до н.е.), були пов’язані із запереченням загальноприйнятих норм поведінки та етики (розривання та поїдання сирого м’яса, канібалізм, агресія стосовно оточення або тих, хто не хотів дотримуватися діонісійського культу), затьмарення розуму (манія), що давало короткочасне «блаженне відчуття злиття з богом і наповненості божественною силою».